# Інс (Берн)
Інс (нім. Ins BE) — громада  в Швейцарії в кантоні Берн, адміністративний округ Зееланд.

## Географія
Громада розташована на відстані близько 27 км на захід від Берна.
Інс має площу 23,9 км², з яких на 9,5% дозволяється будівництво (житлове та будівництво доріг), 66,7% використовуються в сільськогосподарських цілях, 21% зайнято лісами, 2,8% не є продуктивними (річки, льодовики або гори).

## Демографія
2019 року в громаді мешкало 3555 осіб (+10,1% порівняно з 2010 роком), іноземців було 17,9%. Густота населення становила 149 осіб/км².
За віковим діапазоном населення розподілялося таким чином: 23% — особи молодші 20 років, 57,1% — особи у віці 20—64 років, 19,9% — особи у віці 65 років та старші. Було 1505 помешкань (у середньому 2,3 особи в помешканні).
Із загальної кількості 1676 працюючих 252 було зайнятих в первинному секторі, 385 — в обробній промисловості, 1039 — в галузі послуг.